# Thelypodium laciniatum
Thelypodium laciniatum är en korsblommig växtart som först beskrevs av William Jackson Hooker, och fick sitt nu gällande namn av Stephan Ladislaus Endlicher. Thelypodium laciniatum ingår i släktet Thelypodium och familjen korsblommiga växter. Inga underarter finns listade i Catalogue of Life.